# 콜롬비아의 범죄
콜롬비아는 코카인 재배 및 밀매의 중심지이기 때문에 범죄율이 높다. 1960년대 중반에 시작된 콜롬비아 분쟁은 콜롬비아 정부, 준군사조직, 범죄 조직, 그리고 콜롬비아 무장혁명군(FARC)과 국민해방군 (콜롬비아)(ELN)과 같은 좌익 게릴라들 간에 콜롬비아 영토 내 영향력을 확대하기 위해 서로 싸우는 저강도 분쟁이다. 콜롬비아 분쟁에 기여한 가장 중요한 두 국제 행위자는 다국적 기업과 미국이다.
모든 무장 단체의 구성원들이 마약 밀매에 연루되어 왔다. 일부 지역에서 국가 역량이 미약했던 이 나라에서는 민간인들이 그 사이에 끼어들거나 종종 "협력"을 이유로 의도적으로 표적이 되는 다면적인 혹독한 전쟁이 벌어졌다. 인권 운동가들은 준군사조직이 학살, "실종", 고문 및 강제 이주 사건을 저질렀다고 비난한다. 반군 단체들은 암살, 납치, 강탈 뒤에 있다.
2011년, 대통령 후안 마누엘 산토스는 콜롬비아 국경을 따라 사회 및 경제 발전을 통해 빈곤과 불법 무장 단체의 폭력에 맞서 싸우기 위한 "번영을 위한 국경" 계획을 시작했다. 이 계획은 국제위기감시기구로부터 찬사를 받았다. 콜롬비아는 2016년 살인율이 10만 명당 24.4명으로 1974년 이래 최저치를 기록했다. 40년 만의 최저 살인율은 정부가 FARC와 평화 협정을 체결한 해에 나왔다. 살인율은 2020년 22.6명으로 더 감소했지만, 여전히 세계에서 가장 높은 수준 중 하나이며, 1991년 84명에서 73% 감소했다. 1980년대와 1990년대에는 정기적으로 1위를 차지했다.
베네수엘라 위기와 베네수엘라인들의 대규모 이민 (출국)이 베네수엘라 난민 위기 동안 시작된 이후, 절박한 베네수엘라인들은 다른 베네수엘라 폭력 조직원들에 의해 생존을 위해 조직에 모집되었다. 베네수엘라 여성들도 콜롬비아에서 생계를 꾸리기 위해 매춘에 의존하고 있다. 또한, 많은 베네수엘라 수감자들이 마두로에 의해 베네수엘라 교도소에서 석방되었다. 베네수엘라 출신 폭력 조직들도 콜롬비아 및 다른 나라로 이주했다.

## 유형별 범죄

### 살인

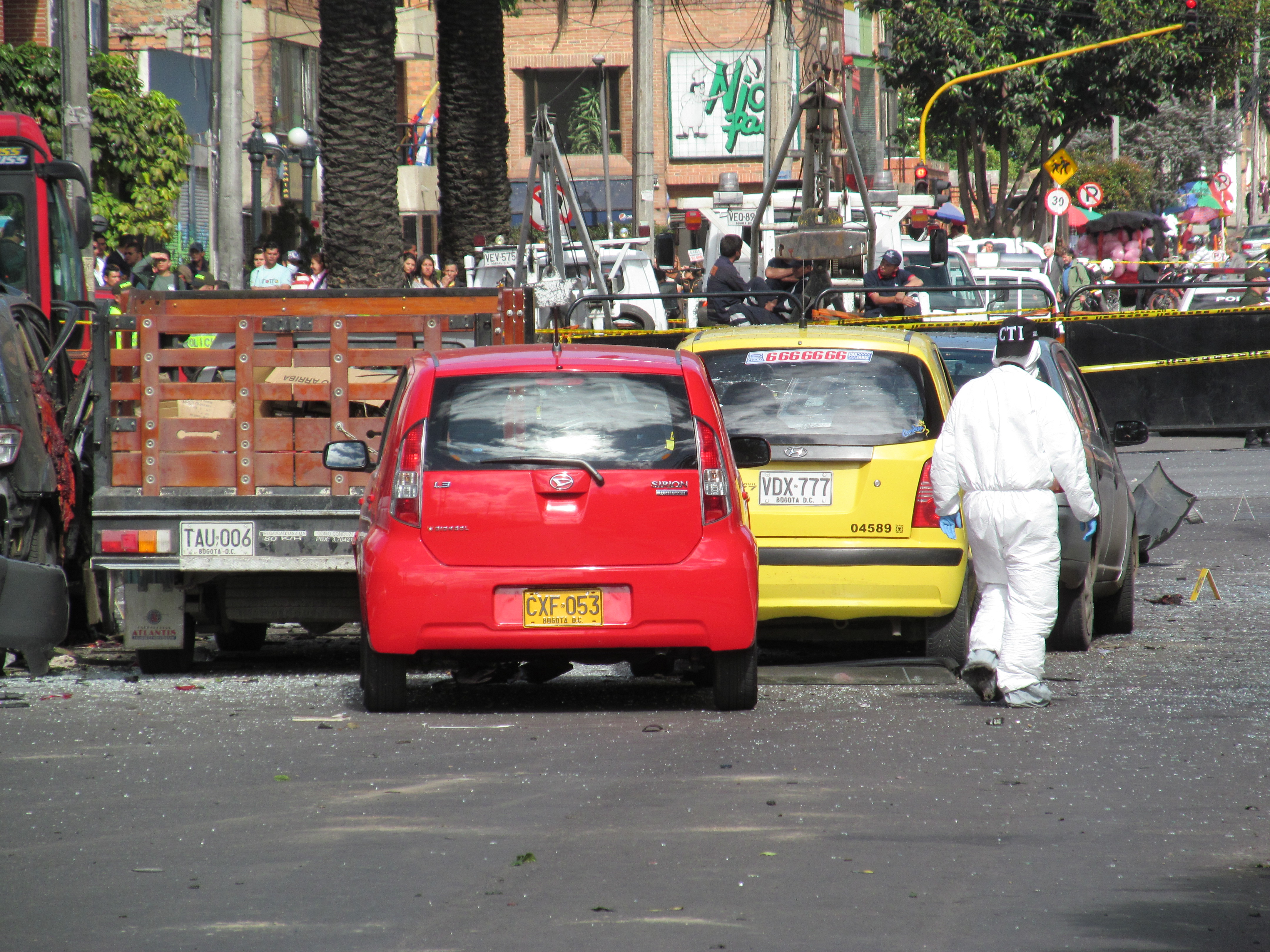
2012년 전 장관 페르난도 론도뇨를 겨냥한 보고타 차량 폭탄 테러

콜롬비아 국립 역사기억센터의 연구에 따르면, 1958년에서 2013년 사이에 22만 명이 분쟁으로 사망했는데, 대부분은 민간인(민간인 177,307명, 전투원 40,787명)이었고, 1985년에서 2012년 사이에 500만 명 이상의 민간인이 집에서 강제 이주되어 세계에서 두 번째로 큰 국내실향민(IDP) 인구를 형성했다. 콜롬비아 인구의 17%는 전쟁의 직접적인 희생자였다. 유니세프가 인용한 국가 통계에 따르면 230만 명의 어린이가 집에서 이주되었고 4만 5천 명의 어린이가 사망했다. 총 760만 명의 등록된 분쟁 희생자 중 3분의 1이 어린이이며, 1985년 이래 8천 명의 미성년자가 실종되었다.
2016년 콜롬비아의 살인율은 인구 10만 명당 24.4명으로, 1974년 이래 최저치를 기록했다. 2020년에는 살인율이 22.6명으로 더 감소했지만, 여전히 세계에서 가장 높은 수준 중 하나이다.

### 콜롬비아의 불법 마약 거래
콜롬비아에는 새로운 사회 계층을 만들고 콜롬비아 문화의 여러 측면에 영향을 미친 4개의 주요 마약 밀매 카르텔이 있었다. 코카, 마리화나 및 기타 마약은 일부 콜롬비아인들의 생활 방식의 일부였지만, 1960년대와 70년대에 정신활성 약물에 대한 세계적 수요가 증가하면서 콜롬비아에서의 이러한 약물 생산 및 가공이 증가했다. 코카인은 정글 실험실에서 킬로그램당 1500달러에 생산되었고, 미국 거리에서는 킬로그램당 8만 달러에 판매될 수 있었다. 수출용 마약 생산의 초기 호황은 1960년대 마리화나로 시작되었고, 이어서 1970년대 중반에 코카인으로 이어졌다. 미국은 이 기간 내내 이러한 마약 공급을 차단하기 위해 콜롬비아에 개입했다.
마약과의 전쟁이 시작된 이래로, 미국과 유럽 국가들은 불법 마약 거래에 맞서기 위한 계획을 실행하기 위해 콜롬비아 정부에 재정적, 물류적, 전술적, 군사적 지원을 제공했다. 이 프로그램 중 가장 주목할 만한 것은 지난 수십 년 동안 콜롬비아의 많은 코카 재배 지역을 통제해 온 콜롬비아 무장혁명군 게릴라와 같은 조직과 싸우기 위한 플랜 콜롬비아였다.
콜롬비아가 수년간 세계 최대 코카 생산국이었음에도 불구하고, 이러한 계획들은 생산량을 서서히 줄여 2010년에는 2000년 정점 대비 코카인 생산량을 60% 감소시켰다. 같은 해 페루는 콜롬비아를 제치고 세계 최대 코카잎 생산국이 되었다. 마약 관련 폭력 수준은 절반으로 줄었으며, 콜롬비아는 세계에서 가장 폭력적인 나라에서 온두라스, 자메이카, 엘살바도르, 베네수엘라, 과테말라, 트리니다드 토바고 및 남아프리카 공화국보다 낮은 살인율을 가진 나라가 되었다.

### 납치
새천년이 시작될 무렵 콜롬비아는 세계에서 가장 높은 납치율을 기록했다. 이는 콜롬비아 무장혁명군과 국민해방군 (콜롬비아)(ELN)의 게릴라 및 기타 무장 단체에게 가장 비용 효율적인 자금 조달 방법 중 하나였기 때문이었다. 그러나 보안 상황이 개선되고 관련 단체들이 약화되었다. 알바로 우리베 대통령 행정부는 군대를 전문화하고 대반란 전쟁에 더 적극적으로 참여시키려 노력했으며, 그 결과 무장 단체들은 일련의 좌절을 겪었다. 콜롬비아 경찰에 따르면 납치 건수는 2000년 이래 92% 감소했다. 이제 일반 범죄자들이 납치의 대부분을 저지른다. 2016년까지 콜롬비아의 납치 건수는 205건으로 줄어들었다. 불법 게릴라의 도로 봉쇄보다는 콜롬비아군의 검문소를 마주칠 가능성이 더 크다.

### 부패
콜롬비아의 부패는 정부의 여러 단계에서 만연한 문제이다. 투명성을 위한 콜롬비아(Transparencia por Colombia)가 2005년에 발표한 연구는 주 단위 정부, 의회 및 감사원의 청렴도 지수를 평가하여 이러한 기관 중 어느 곳도 적절한 청렴도를 기록하지 못했다고 결론 내렸다. 51%는 높거나 매우 높은 수준의 부패에 취약했다.
콜롬비아의 많은 기관들이 행정 부패의 대상이 되어왔다. 산업 전반에 걸쳐 퍼져 있는 대규모 기관들은 주요 부패 사례의 예시이다. 여기에는 페로비아스(국영 철도 관리), 카프레콤(의료), 폰콜푸에르토스(항만청), 테르모리오(에너지), 드라가콜(토목 공학), 치보르 저수지(수도 공급) 및 보고타 거리 포장을 위한 멕시코 ICA와 같은 외국 기업과의 계약 등이 포함된다.

### 가정 폭력
콜롬비아의 가정 폭력은 심각한 문제이다. 사법 당국은 가해자를 가정에서 격리시키고 치료 또는 재교육을 요구할 수 있다. 법의학 및 법과학 연구소는 2006년 동안 여성에 대한 가정 폭력 사건이 약 33,000건 발생했다고 보고했다.

## 지역 범죄

### 보고타
보고타는 1990년대 중반 세계에서 가장 폭력적인 도시 중 하나로 여겨진 후, 성공적으로 범죄율과 이미지를 변화시키기 위해 많은 노력을 기울였다. 1993년에는 4,352건의 고의적 살인이 발생하여 인구 10만 명당 81명의 비율을 기록했으나, 2007년에는 1,401건의 살인이 발생하여 인구 10만 명당 19명의 비율을 기록했다. 이러한 성공은 1995년에 처음 채택되어 계속 시행되고 있는 참여적이고 통합된 보안 정책인 "Comunidad Segura"의 결과였다. 보고타의 강력범죄율은 이제 인디애나 주 인디애나폴리스와 같은 일부 미국 도시보다 낮다. 그러나 2011년 뉴욕 타임스 기사에 따르면 "2007년 이후 거리 강도와 대중교통에서의 절도가 급증"하여 일부 논평가들은 도시의 안보 위기를 선언하게 되었다.

### 칼리
칼리에서 범죄는 심각한 문제이다. 2006년 기준으로, 의도적 살인 건수는 1,540건이었고, 광역 도시 지역을 포함하면 총 1,726건이었다. 시와 광역 도시 지역의 살인율은 각각 인구 10만 명당 62명과 63명이었다. 2011년에는 이 수치가 인구 10만 명당 71명으로 증가하여 평론가들은 '안보 위기'를 선언하게 되었다.
2011년 1월부터 6월까지 칼리 시내에서 923건의 살인이 발생했는데, 이는 2010년에 비해 5% 증가한 수치이다. 2011년 칼리 폭력 사태의 급증은 '신준군사' 조직인 로스 라스트로호스와 우수가 클란 간의 지속적인 '마피아 전쟁'으로 묘사된 것에 부분적으로 기인한다. 로스 라스트로호스는 칼리 카르텔의 '후계자'로 간주되며, 우수가 클란은 콜롬비아 대서양 연안에 뿌리를 두고 있다. 로스 라스트로호스는 2011년 칼리에서 최소 80건의 살인을 저지른 혐의를 받았다.
콜롬비아에서 가장 영향력 있는 주간지인 세마나에 따르면, 시내에서 다양한 단체들을 위해 일하는 1,700명 이상의 암살자가 있다.
2011년 현재, 콜롬비아 무장혁명군의 '밀리시아스 포풀라레스'로 알려진 도시 민병대가 시내와 주변 지역에서 활동하고 있다. 현지인과 외국인들은 DAS로부터 폭탄 설치 및 납치 위험 때문에 주의를 기울이라는 권고를 받았다.
칼리 광역 경찰과 육군은 2008년과 2010년 FARC의 칼리 법원 청사 공격과 같은 군사 및 행정 센터에 대한 고위험 폭탄 공격을 막기 위한 조치를 취했다. 칼리 광역 지역의 이러한 FARC 민병대는 1,000명 이상으로 추정되며, 2011년 활동을 강화하면서 당국에 심각한 우려를 불러일으켰다.
2016년과 2017년 칼리는 살인율이 감소하여 인구 10만 명당 51명으로 낮아졌다.

### 메데인

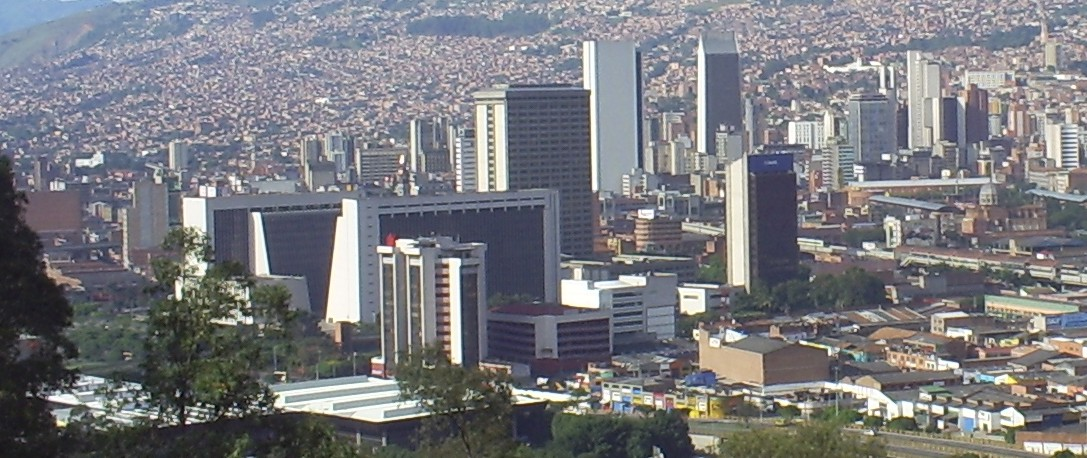
메데인 중앙

메데인은 한때 세계에서 가장 폭력적인 도시로 알려져 있었는데, 이는 1980년대 말 마약 카르텔에 의해 촉발된 도시 전쟁의 결과였다. 파블로 에스코바르가 자금을 지원한 메데인 카르텔의 본거지였기 때문에, 이 도시는 카르텔과 "엘 카르텔 델 바예"와 같은 경쟁 조직들 간의 전쟁으로 인한 테러의 희생양이었다. 그러나 에스코바르의 사망 후, 도시의 범죄율은 감소하기 시작했다.
1990년대 남은 기간 동안 범죄율은 상대적으로 높았지만, 최악의 시기보다는 점차 감소했다. 2002년 10월, 알바로 우리베 대통령은 FARC와 AUC의 도시 민병대를 해체할 목적으로 "오리온 작전"을 명령했다. 2003년과 2006년 사이에 AUC의 남은 도시 민병대 해체가 완료되었고, 3,000명 이상의 무장 남성들이 무기를 포기했다.
주요 준군사 조직들이 해체된 후, 이러한 조직의 많은 구성원들이 흔히 아길라스 네그라스로 알려진 범죄 집단으로 재편성된 것으로 알려져 있다. 이들 집단은 미성년자 통행금지를 요구하고 매춘부, 마약 중독자, 알코올 중독자에 대한 사회 정화를 알리는 전단지를 배포하는 것으로 메데인에서 악명을 얻었다. 준군사 지도자 돈 베르나의 송환은 살인 사건의 급격한 증가를 동반한 범죄의 물결을 촉발시켰다.
2008년 살인 사건은 2007년에 비해 33% 증가하여 654명에서 871명으로 늘었다. 이는 2009년에 200% 이상 더 증가하여 2,899명의 폭력 사망자가 발생했으며, 이는 인구 10만 명당 약 110명에 해당한다. 이는 콜롬비아의 평균 살인율의 2.5배, 같은 해 미국의 평균 살인율의 20배에 달한다. 2009년에는 하루 평균 9명이 살해되었다. 범죄율은 이웃 지역마다 차이가 있어, 엘 포블라도에는 살인 사건이 거의 없지만 외곽 지역에는 공개 총격전이 벌어지는 곳도 있다. 일반적으로 중심부에서 멀어질수록 범죄율이 증가한다.
살인율은 낮아졌지만, 2018년부터 2019년까지 무장 강도 사건은 19% 증가하여 연간 21,000건 이상으로 늘었다. 메데인에서의 무장 강도율은 2011년 1584건이 보고된 이래 매년 증가하고 있었다. 2016년부터 2017년까지 무장 강도 사건은 8900건에서 17,700건 이상으로 증가했는데, 이는 시민들이 직접 무장 강도 사건을 신고할 수 있도록 하는 새로운 법률의 영향도 있었다. 도시의 도심 지역은 매일 수십만 명이 출퇴근을 위해 방문하기 때문에 무장 강도 사건이 가장 빈번하게 발생하는 곳이다. 그러나 포블라도 및 로렐레스/에스타디오와 같은 부유한 지역에서도 강도 사건이 증가하는 추세이다.
2015년까지 살인율은 인구 10만 명당 20명으로 떨어져 수십 년 만에 가장 낮은 수치를 기록했다. 2019년까지 살인율은 인구 10만 명당 24.8명으로 증가했다.

### 부에나벤투라
부에나벤투라는 콜롬비아 무장 분쟁, 마약 밀매, 폭력, 게릴라 및 준군사 집단의 존재로 인해 악명 높은 역사를 겪었다. 부에나벤투라의 폭력 때문에 뉴욕 타임스는 "코카인 전쟁으로 항구가 콜롬비아에서 가장 치명적인 도시가 되다"라는 기사를 게재했다.
콜롬비아 당국은 마약왕들에게서 거의 2,800만 달러에 달하는 현금을 압수했다. 발견된 돈은 '콤바스'로 알려진 루이스 엔리케와 하비에르 안토니오 칼레 세르나 형제에게 속한 것으로, 만사니요 (콜리마주)(멕시코)와 휴스턴(미국)에서 보낸 선적 컨테이너에 들어있었다.
2008년과 2010년 사이에 보고된 살인 건수가 두 배로 증가했다. 살인율은 뉴욕시의 24배로, 범죄율은 175에 달한다. 폭력에 맞서기 위해 콜롬비아 정부는 도시의 최악 지역에 해병 특수부대를 창설했다.

### 바랑키야
바랑키야에서는 2007년에 348건의 살인이 발생했으며, 이는 2006년의 391건에 비해 11% 감소한 수치이다. 콜롬비아에서 2007년 바랑키야의 인구 10만 명당 살인율(22명)은 칼리(57명), 부카라마가(32명), 메데인(30명)의 살인율에 의해서만 초과되었다. 그러나 2002년부터 2007년까지 6년 동안 살인 건수는 감소하여, 2003년 483건의 최고치에 비해 2007년에 가장 낮은 수치를 기록했다. 폭력배(42.2%), 싸움(31.6%), 강도(14.94%)가 도시의 주요 살인 유형을 차지했다. 역사적으로 살인이 가장 많이 발생하는 요일은 토요일과 일요일이었지만, 2007년에는 모든 요일에 균등한 분포(약 15%)를 보였다.
살인 사건의 85.2%가 총기에 의한 것이며, 바랑키야와 칼리는 2007년 콜롬비아에서 총기 관련 살인 비율이 가장 높았다. 대부분의 살인 사건은 도시의 중심부와 남부에 집중되어 있다. 지난 2년 동안 증가 추세를 보인 바랑키야의 또 다른 유형의 범죄는 절도였다. 상업 시설(2007년 713건, 2006년 630건, 주로 북부 및 중심부), 주거지(2007년 528건, 2006년 467건, 주로 북부), 금융 기관(2006년 20건, 2007년 21건, 주로 북부), 그리고 개인(2007년 2,692건, 2006년 2,146건, 주로 중심부, 북부 및 남부)이 이에 해당한다.

## 범죄 예방
2011년, 후안 마누엘 산토스 대통령은 사회 및 경제 발전을 통해 콜롬비아 국경을 따라 불법 무장 단체의 빈곤과 폭력에 맞서 싸우기 위한 "번영을 위한 국경" 계획을 시작했으며, 2014년까지 인프라, 교육, 농업 개발 및 거버넌스에 3,200만 달러를 지출했다. 국제위기감시기구에 따르면, 이 계획은 "특히 국가의 존재가 거의 없거나 전혀 없는 소외된 지역 사회에서 긍정적인 영향을 미 미치는 것으로 보인다."

## 같이 보기
- 콜롬비아의 조직범죄
- 콜롬비아의 안보 문제
- 콜롬비아의 테러